# Carolus Rex
Carolus Rex – szósty album studyjny szwedzkiego zespołu Sabaton wydany 22 maja 2012 w USA, europejska wersja płyty miała swoją premierę 25 maja 2012 roku. Nagrania zostały zarejestrowane pomiędzy styczniem a marcem 2012 roku w szwedzkim studio The Abyss, we współpracy z producentem muzycznym Peterem Tägtgrenem.

## Odbiór
18 września 2012 roku album uzyskał certyfikat złotej płyty w Szwecji, sprzedając się w ponad 30 000 kopii (aby album otrzymał certyfikat złotej płyty w Szwecji, wymagane jest sprzedanie co najmniej 20 000 kopii). 27 marca 2013 roku album uzyskał również certyfikat złotej płyty w Polsce. 18 czerwca 2013 roku Carolus Rex otrzymał certyfikat platynowej płyty w Szwecji za sprzedaż 40 000 egzemplarzy, co według zespołu czyni go „najbardziej udanym szwedzkim albumem heavymetalowym wszech czasów”.

## Lista utworów
Opracowano na podstawie materiału źródłowego.
| Edycja międzynarodowa | Edycja międzynarodowa         | Edycja międzynarodowa                                                                    | Edycja międzynarodowa |
| Nr                    | Tytuł utworu                  | Inspiracja                                                                               | Długość               |
| --------------------- | ----------------------------- | ---------------------------------------------------------------------------------------- | --------------------- |
| 1.                    | „Dominium Maris Baltici”      | Wojny inflanckie                                                                         | 0:29                  |
| 2.                    | „The Lion From the North”     | Król Szwecji Gustaw II Adolf i jego rewolucyjne taktyki oraz ich wpływ na sztukę wojenną | 4:43                  |
| 3.                    | „Gott Mit Uns”                | I bitwa pod Breitenfeld                                                                  | 3:16                  |
| 4.                    | „A Lifetime of War”           | Nieszczęścia spowodowane przez wojnę trzydziestoletnią                                   | 5:45                  |
| 5.                    | „1 6 4 8”                     | Oblężenie Pragi                                                                          | 3:55                  |
| 6.                    | „The Carolean’s Prayer”       | Żołnierze Karola XII i ich modlitwy                                                      | 6:14                  |
| 7.                    | „Carolus Rex”                 | Koronacja i polityka króla Szwecji Karola XII                                            | 4:54                  |
| 8.                    | „Killing Ground”              | Bitwa pod Wschową                                                                        | 4:25                  |
| 9.                    | „Poltava”                     | Bitwa pod Połtawą                                                                        | 4:04                  |
| 10.                   | „Long Live the King”          | Śmierć i kondukt żałobny Karola XII (Karolinernas Dödsmarsch)                            | 4:10                  |
| 11.                   | „Ruina Imperii”               | Ostateczny upadek Imperium Szwedzkiego                                                   | 3:24                  |
| 12.                   | „In the Army Now”             | Cover utworu Status Quo                                                                  | 3:59                  |
| 13.                   | „Twilight of the Thunder God” | Cover utworu Amon Amarth                                                                 | 3:59                  |
|                       |                               |                                                                                          | 53:17                 |

| Edycja szwedzka | Edycja szwedzka                                            | Edycja szwedzka |
| Nr              | Tytuł utworu                                               | Długość         |
| --------------- | ---------------------------------------------------------- | --------------- |
| 1.              | „Dominium Maris Baltici”                                   | 0:29            |
| 2.              | „Lejonet från Norden” („The Lion From the North”)          | 4:43            |
| 3.              | „Gott Mit Uns”                                             | 3:16            |
| 4.              | „En Livstid i Krig” („A Lifetime of War”)                  | 5:45            |
| 5.              | „1 6 4 8”                                                  | 3:55            |
| 6.              | „Karolinens bön” („The Carolean’s Prayer”)                 | 6:14            |
| 7.              | „Carolus Rex”                                              | 4:54            |
| 8.              | „Ett slag färgat rött” („A Battle Coloured Red”)           | 4:25            |
| 9.              | „Poltava”                                                  | 4:04            |
| 10.             | „Konungens likfärd” („The Funeral Procession of the King”) | 4:10            |
| 11.             | „Ruina Imperii”                                            | 3:24            |
|                 |                                                            | 45:19           |

| Edycja limitowana CD 1 – Digibook | Edycja limitowana CD 1 – Digibook | Edycja limitowana CD 1 – Digibook |
| Nr                                | Tytuł utworu                      | Długość                           |
| --------------------------------- | --------------------------------- | --------------------------------- |
| 1.                                | „Dominium Maris Baltici”          | 0:29                              |
| 2.                                | „The Lion From The North”         | 4:42                              |
| 3.                                | „Gott Mit Uns”                    | 3:15                              |
| 4.                                | „A Lifetime Of War”               | 5:45                              |
| 5.                                | „1 6 4 8”                         | 3:54                              |
| 6.                                | „The Carolean’s Prayer”           | 6:14                              |
| 7.                                | „Carolus Rex” (English Version)   | 4:53                              |
| 8.                                | „Killing Ground”                  | 4:24                              |
| 9.                                | „Poltava”                         | 4:03                              |
| 10.                               | „Long Live The King”              | 4:09                              |
| 11.                               | „Ruina Imperii”                   | 3:21                              |
|                                   |                                   | 45:09                             |

| Edycja limitowana CD 2 – Digibook | Edycja limitowana CD 2 – Digibook | Edycja limitowana CD 2 – Digibook |
| Nr                                | Tytuł utworu                      | Długość                           |
| --------------------------------- | --------------------------------- | --------------------------------- |
| 1.                                | „Twilight Of The Thundergod”      | 3:59                              |
| 2.                                | „Dominium Maris Baltici”          | 0:29                              |
| 3.                                | „Lejonet Från Norden”             | 4:42                              |
| 4.                                | „Gott Mit Uns”                    | 3:15                              |
| 5.                                | „En Livstid I Krig”               | 5:44                              |
| 6.                                | „1 6 4 8”                         | 3:55                              |
| 7.                                | „Karolinens Bön”                  | 6:14                              |
| 8.                                | „Carolus Rex” (Swedish Version)   | 4:54                              |
| 9.                                | „Ett Slag Färgat Rött”            | 4:24                              |
| 10.                               | „Poltava”                         | 4:03                              |
| 11.                               | „Konungens Likfärd”               | 4:09                              |
| 12.                               | „Ruina Imperii”                   | 3:21                              |
|                                   |                                   | 49:09                             |

| Edycja limitowana CD 1 – Earbook | Edycja limitowana CD 1 – Earbook       | Edycja limitowana CD 1 – Earbook |
| Nr                               | Tytuł utworu                           | Długość                          |
| -------------------------------- | -------------------------------------- | -------------------------------- |
| 1.                               | „Dominium Maris Baltici”               | 0:29                             |
| 2.                               | „The Lion From The North”              | 4:42                             |
| 3.                               | „Gott Mit Uns”                         | 3:15                             |
| 4.                               | „A Lifetime Of War”                    | 5:45                             |
| 5.                               | „1 6 4 8”                              | 3:54                             |
| 6.                               | „The Carolean’s Prayer”                | 6:14                             |
| 7.                               | „Carolus Rex” (English Version)        | 4:53                             |
| 8.                               | „Killing Ground”                       | 4:24                             |
| 9.                               | „Poltava”                              | 4:03                             |
| 10.                              | „Long Live The King”                   | 4:09                             |
| 11.                              | „Ruina Imperii”                        | 3:21                             |
| 12.                              | „Twilight Of The Thundergod”           | 3:59                             |
| 13.                              | „In The Army Now”                      | 3:59                             |
| 14.                              | „Feuer Frei” (Cover utworu Rammsteina) | 3:59                             |
|                                  |                                        | 57:06                            |

| Edycja limitowana CD 2 – Earbook | Edycja limitowana CD 2 – Earbook | Edycja limitowana CD 2 – Earbook |
| Nr                               | Tytuł utworu                     | Długość                          |
| -------------------------------- | -------------------------------- | -------------------------------- |
| 1.                               | „Dominium Maris Baltici”         | 0:29                             |
| 2.                               | „Lejonet Från Norden”            | 4:42                             |
| 3.                               | „Gott Mit Uns”                   | 3:15                             |
| 4.                               | „En Livstid I Krig”              | 5:44                             |
| 5.                               | „1 6 4 8”                        | 3:55                             |
| 6.                               | „Karolinens Bön”                 | 6:14                             |
| 7.                               | „Carolus Rex” (Swedish Version)  | 4:54                             |
| 8.                               | „Ett Slag Färgat Rött”           | 4:24                             |
| 9.                               | „Poltava”                        | 4:03                             |
| 10.                              | „Konungens Likfärd”              | 4:09                             |
| 11.                              | „Ruina Imperii”                  | 3:21                             |
|                                  |                                  | 45:10                            |

## Twórcy
Opracowano na podstawie materiału źródłowego.
| Zespół Sabaton w składzie - Pär Sundström – gitara basowa - Oskar Montelius – gitara - Rikard Sundén – gitara - Joakim Brodén – wokal prowadzący - Daniel Mullback – perkusja - Daniel Mÿhr – instrumenty klawiszowe Produkcja - Jonas Kjellgren – realizacja nagrań, inżynieria dźwięku, mastering - Peter Tägtgren – produkcja muzyczna, realizacja nagrań, inżynieria dźwięku, miksowanie, wokal | Dodatkowi muzycy - Bosse Gärds – wokal wspierający - Christer Gärds – wokal wspierający - Christian Hedberg – wokal wspierający - Pelle Hindén – wokal wspierający - Hannele Junkala – wokal wspierający - Pontus Lekaregård – wokal wspierający - Sofia Lundström – wokal wspierający - Marie Mullback – wokal wspierający - Thomas Nyström – wokal wspierający - Åsa Österlund – wokal wspierający - Marie-Louise Strömqvist – wokal wspierający - Anders Sandström – wokal wspierający |

## Listy sprzedaży
| Lista                   | Kraj       | Pozycja | Certyfikat      |
| ----------------------- | ---------- | ------- | --------------- |
| OLiS                    | Polska     | 9       | złota płyta     |
| Sverigetopplistan       | Szwecja    | 2       | platynowa płyta |
| Ö3 Austria Top 40       | Austria    | 23      |                 |
| Schweizer Hitparade     | Szwajcaria | 19      |                 |
| Suomen virallinen lista | Finlandia  | 9       |                 |
| Media Control Charts    | Niemcy     | 7       |                 |
| MegaCharts              | Holandia   | 90      |                 |
| VG-Lista                | Norwegia   | 21      |                 |